# Filippine ai Giochi della XXXII Olimpiade
Le Filippine hanno partecipato ai Giochi della XXXII Olimpiade, che si sono svolti a Tokyo in Giappone dal 23 luglio all'8 agosto 2021. Originariamente previsti per l'estate 2020, sono stati rimandati di un anno a causa della pandemia di COVID-19.
Portabandiera alla cerimonia di apertura sono stati il pugile Eumir Marcial e la judoka Kiyomi Watanabe, mentre la pugile Nesthy Petecio lo è stata alla cerimonia di chiusura. Tutti e tre erano alla loro prima Olimpiade.
Gli atleti della delegazione erano diciannove, nove uomini e dieci donne. Durante quest'edizione il Paese asiatico ha conquistato la sua prima medaglia d'oro nella storia dei Giochi olimpici, con il trionfo della sollevatrice Hidilyn Diaz (già medaglia d'argento a Rio de Janeiro 2016) nella categoria 55 kg femminile, oltre a tre medaglie nella disciplina del pugilato. Si è trattato del suo miglior risultato alle Olimpiadi sino ad allora, superando il bottino di tre medaglie della spedizione di Los Angeles 1932, nonché del miglior piazzamento di una nazione del Sud-est asiatico nel medagliere finale di quell'edizione.

## Medaglie
| Riepilogo quotidiano | Riepilogo quotidiano | Riepilogo quotidiano | Riepilogo quotidiano | Riepilogo quotidiano | Riepilogo quotidiano |
| -------------------- | -------------------- | -------------------- | -------------------- | -------------------- | -------------------- |
| Giorno               | Data                 |                      |                      |                      | Totale               |
| 1º                   | 24 luglio            | 0                    | 0                    | 0                    | 0                    |
| 2º                   | 25 luglio            | 0                    | 0                    | 0                    | 0                    |
| 3º                   | 26 luglio            | 1                    | 0                    | 0                    | 1                    |
| 4º                   | 27 luglio            | 0                    | 0                    | 0                    | 0                    |
| 5º                   | 28 luglio            | 0                    | 0                    | 0                    | 0                    |
| 6º                   | 29 luglio            | 0                    | 0                    | 0                    | 0                    |
| 7º                   | 30 luglio            | 0                    | 0                    | 0                    | 0                    |
| 8º                   | 31 luglio            | 0                    | 0                    | 0                    | 0                    |
| 9º                   | 1º agosto            | 0                    | 0                    | 0                    | 0                    |
| 10º                  | 2 agosto             | 0                    | 0                    | 0                    | 0                    |
| 11º                  | 3 agosto             | 0                    | 1                    | 0                    | 1                    |
| 12º                  | 4 agosto             | 0                    | 0                    | 0                    | 0                    |
| 13º                  | 5 agosto             | 0                    | 0                    | 1                    | 1                    |
| 14º                  | 6 agosto             | 0                    | 0                    | 0                    | 0                    |
| 15º                  | 7 agosto             | 0                    | 1                    | 0                    | 1                    |
| 16º                  | 8 agosto             | 0                    | 0                    | 0                    | 0                    |
| Totale               | Totale               | 1                    | 2                    | 1                    | 4                    |

### Medagliere per disciplina
| Sport             | Oro | Argento | Bronzo | Totale |
| ----------------- | --- | ------- | ------ | ------ |
| Sollevamento pesi | 1   | 0       | 0      | 1      |
| Pugilato          | 0   | 2       | 1      | 3      |
| Totale            | 1   | 2       | 1      | 4      |

### Medaglie d'oro
| Medaglia | Nome         | Sport             | Evento          |
| -------- | ------------ | ----------------- | --------------- |
| Oro      | Hidilyn Diaz | Sollevamento pesi | 55 kg femminile |

### Medaglie d'argento
| Medaglia | Nome           | Sport    | Evento     |
| -------- | -------------- | -------- | ---------- |
| Argento  | Nesthy Petecio | Pugilato | Pesi piuma |
| Argento  | Carlo Paalam   | Pugilato | Pesi mosca |

### Medaglie di bronzo
| Medaglia | Nome          | Sport    | Evento    |
| -------- | ------------- | -------- | --------- |
| Bronzo   | Eumir Marcial | Pugilato | Pesi medi |

### Statistiche
Medagliati in più edizioni
| Nome         | Sport             | Evento          | '16     | '20 |
| ------------ | ----------------- | --------------- | ------- | --- |
| Hidilyn Diaz | Sollevamento pesi | 55 kg femminile | Argento | Oro |

Medaglie per genere
| Genere | Oro | Argento | Bronzo | Totale |
| ------ | --- | ------- | ------ | ------ |
| Uomini | 0   | 1       | 1      | 2      |
| Donne  | 1   | 1       | 0      | 2      |

## Delegazione
| Sport             | Uomini | Donne | Totale |
| ----------------- | ------ | ----- | ------ |
| Atletica leggera  | 1      | 1     | 2      |
| Canottaggio       | 1      | 0     | 1      |
| Ginnastica        | 1      | 0     | 1      |
| Golf              | 1      | 2     | 3      |
| Judo              | 0      | 1     | 1      |
| Nuoto             | 1      | 1     | 2      |
| Pugilato          | 2      | 2     | 4      |
| Skateboard        | 0      | 1     | 1      |
| Sollevamento pesi | 0      | 2     | 2      |
| Taekwondo         | 1      | 0     | 1      |
| Tiro              | 1      | 0     | 1      |
| Totale            | 9      | 10    | 19     |

## Risultati

### Atletica leggera
| Q | Qualificato al turno successivo per la posizione in qualificazione                                                           |
| q | Qualificato per il turno successivo per ripescaggio o, negli eventi su campo, conquistando la misura minima per qualificarsi |

Eventi su pista e strada
| Atleta         | Evento | Batteria  | Batteria  | Semifinale      | Semifinale      | Finale          | Finale          |
| Atleta         | Evento | Risultato | Posizione | Risultato       | Posizione       | Risultato       | Posizione       |
| -------------- | ------ | --------- | --------- | --------------- | --------------- | --------------- | --------------- |
| Kristina Knott | 200 m  | 23"80     | 37ª       | non qualificata | non qualificata | non qualificata | non qualificata |

Eventi su campo
| Atleta             | Evento           | Qualificazione | Qualificazione | Finale    | Finale    |
| Atleta             | Evento           | Risultato      | Posizione      | Risultato | Posizione |
| ------------------ | ---------------- | -------------- | -------------- | --------- | --------- |
| Ernest John Obiena | Salto con l'asta | 5,75 m         | 10º q          | 5,70 m    | 11º       |

### Canottaggio
| FA   | Qualificato in finale A (per le medaglie)     |
| FB   | Qualificato in finale B (non per le medaglie) |
| FC   | Qualificato in finale C (non per le medaglie) |
| FD   | Qualificato in finale D (non per le medaglie) |
| FE   | Qualificato in finale E (non per le medaglie) |
| FF   | Qualificato in finale F (non per le medaglie) |
| SA/B | Semifinali A/B                                |
| SC/D | Semifinali C/D                                |
| SE/F | Semifinali E/F                                |
| QF   | Qualificato ai quarti di finale               |
| R    | Ripescaggio                                   |

| Atleta        | Evento           | Batteria | Batteria  | Ripescaggio | Ripescaggio | Quarti  | Quarti    | Semifinale | Semifinale | Finale  | Finale    |
| Atleta        | Evento           | Tempo    | Posizione | Tempo       | Posizione   | Tempo   | Posizione | Tempo      | Posizione  | Tempo   | Posizione |
| ------------- | ---------------- | -------- | --------- | ----------- | ----------- | ------- | --------- | ---------- | ---------- | ------- | --------- |
| Cris Nievarez | Singolo maschile | 7'22"97  | 3º Q      | Bye         | Bye         | 7'50"74 | 5º SC/D   | 7'26"05    | 5º FD      | 7'21"28 | 23º       |

### Ginnastica artistica
| Atleta      | Evento               | Qualificazione | Qualificazione | Qualificazione | Qualificazione | Qualificazione | Qualificazione | Qualificazione | Qualificazione | Finale          | Finale          | Finale          | Finale          | Finale          | Finale          | Finale          | Finale          |
| Atleta      | Evento               | Attrezzo       | Attrezzo       | Attrezzo       | Attrezzo       | Attrezzo       | Attrezzo       | Totale         | Posizione      | Attrezzo        | Attrezzo        | Attrezzo        | Attrezzo        | Attrezzo        | Attrezzo        | Totale          | Posizione       |
| Atleta      | Evento               | CL             | C              | A              | V              | P              | S              | Totale         | Posizione      | CL              | C               | A               | V               | P               | S               | Totale          | Posizione       |
| ----------- | -------------------- | -------------- | -------------- | -------------- | -------------- | -------------- | -------------- | -------------- | -------------- | --------------- | --------------- | --------------- | --------------- | --------------- | --------------- | --------------- | --------------- |
| Carlos Yulo | Concorso individuale | 13.566         | 11.833         | 14.000         | 14.712         | 13.466         | 12.300         | 79.931         | 47º            | non qualificato | non qualificato | non qualificato | non qualificato | non qualificato | non qualificato | non qualificato | non qualificato |
| Carlos Yulo | Volteggio            | N/A            | N/A            | N/A            | 14.712         | N/A            | N/A            | 14.712         | 6º Q           | N/A             | N/A             | N/A             | 14.716          | N/A             | N/A             | 14.716          | 4º              |

### Golf
| Atleta             | Gara      | Round 1   | Round 2   | Round 3   | Round 4   | Totale    | Totale | Totale    |
| Atleta             | Gara      | Punteggio | Punteggio | Punteggio | Punteggio | Punteggio | Par    | Posizione |
| ------------------ | --------- | --------- | --------- | --------- | --------- | --------- | ------ | --------- |
| Juvic Pagunsan     | Maschile  | 66        | 73        | 76        | 70        | 285       | +1     | 55º       |
| Bianca Pagdanganan | Femminile | 69        | 71        | 71        | 74        | 285       | +1     | 43ª       |
| Yūka Sasō          | Femminile | 74        | 68        | 67        | 65        | 274       | -10    | 9ª        |

### Judo
| Atleta          | Evento | Preliminari                   | 16-esimi             | Ottavi               | Quarti               | Semifinali           | Ripescaggio          | Finale               | Pos.            |
| Atleta          | Evento | Avversario Punteggio          | Avversario Punteggio | Avversario Punteggio | Avversario Punteggio | Avversario Punteggio | Avversario Punteggio | Avversario Punteggio | Pos.            |
| --------------- | ------ | ----------------------------- | -------------------- | -------------------- | -------------------- | -------------------- | -------------------- | -------------------- | --------------- |
| Kiyomi Watanabe | −63 kg | C. Cabaña (ESP) P (0000-0010) | non qualificata      | non qualificata      | non qualificata      | non qualificata      | non qualificata      | non qualificata      | non qualificata |

### Nuoto
Maschile
| Atleta      | Evento             | Batterie | Batterie  | Semifinali      | Semifinali      | Finale          | Finale          |
| Atleta      | Evento             | Tempo    | Posizione | Tempo           | Posizione       | Tempo           | Posizione       |
| ----------- | ------------------ | -------- | --------- | --------------- | --------------- | --------------- | --------------- |
| Luke Gebbie | 50 m stile libero  | 22"84    | 41º       | non qualificato | non qualificato | non qualificato | non qualificato |
| Luke Gebbie | 100 m stile libero | 49"64    | 36º       | non qualificato | non qualificato | non qualificato | non qualificato |

Femminile
| Atleta      | Evento         | Batterie | Batterie  | Semifinali      | Semifinali      | Finale          | Finale          |
| Atleta      | Evento         | Tempo    | Posizione | Tempo           | Posizione       | Tempo           | Posizione       |
| ----------- | -------------- | -------- | --------- | --------------- | --------------- | --------------- | --------------- |
| Remedy Rule | 100 m farfalla | 59"68    | 25ª       | non qualificata | non qualificata | non qualificata | non qualificata |
| Remedy Rule | 200 m farfalla | 2'12"23  | 15ª Q     | 2'12"89         | 15ª             | non qualificata | non qualificata |

### Pugilato
Maschile
| Atleta        | Evento              | Sedicesimi              | Ottavi di finale                | Quarti di finale           | Semifinali                | Finale                 | Pos.    |
| Atleta        | Evento              | Avversario Risultato    | Avversario Risultato            | Avversario Risultato       | Avversario Risultato      | Avversario Risultato   | Pos.    |
| ------------- | ------------------- | ----------------------- | ------------------------------- | -------------------------- | ------------------------- | ---------------------- | ------- |
| Carlo Paalam  | Pesi mosca (-52 kg) | B. Irvine (IRL) V (4-1) | M. Flissi (ALG) V (5-0)         | S. Zoirov (UZB) V (4-0)    | Tanaka R. (JPN) V (5-0)   | G. Yafai (GBR) P (1-4) | Argento |
| Eumir Marcial | Pesi medi (-75 kg)  | Bye                     | Y. Nemouchi (ALG) V (KOT) RSC-I | A. Darchinyan (ARM) V (KO) | O. Chyžnjak (UKR) P (2-3) | non qualificato        | Bronzo  |

Femminile
| Atleta         | Evento              | Sedicesimi              | Ottavi di finale         | Quarti di finale       | Semifinali             | Finale                | Pos.            |
| Atleta         | Evento              | Avversaria Risultato    | Avversaria Risultato     | Avversaria Risultato   | Avversaria Risultato   | Avversaria Risultato  | Pos.            |
| -------------- | ------------------- | ----------------------- | ------------------------ | ---------------------- | ---------------------- | --------------------- | --------------- |
| Irish Magno    | Pesi mosca (-52 kg) | C. Ongare (KEN) V (5-0) | J. Jitpung (THA) P (0-5) | non qualificata        | non qualificata        | non qualificata       | non qualificata |
| Nesthy Petecio | Pesi piuma (-57 kg) | M. Matshu (COD) V (5-0) | Lin Y. (TPE) V (3-2)     | Y. Arias (COL) V (5-0) | I. Testa (ITA) V (4-1) | Irie S. (JPN) P (0-5) | Argento         |

### Skateboard
| Atleta          | Evento           | Qualificazioni       | Qualificazioni | Finale               | Pos. |
| Atleta          | Evento           | Avversario Risultato | Pos.           | Avversario Risultato | Pos. |
| --------------- | ---------------- | -------------------- | -------------- | -------------------- | ---- |
| Margielyn Didal | Street femminile | 12,02                | 7ª Q           | 7,52                 | 7ª   |

### Sollevamento pesi
| Atleta       | Evento          | Strappo   | Strappo    | Slancio   | Slancio    | Totale | Classifica |
| Atleta       | Evento          | Risultato | Classifica | Risultato | Classifica | Totale | Classifica |
| ------------ | --------------- | --------- | ---------- | --------- | ---------- | ------ | ---------- |
| Hidilyn Diaz | 55 kg femminile | 97 kg     | 2ª         | 127 kg    | 1ª         | 224 kg | Oro        |
| Elreen Ando  | 64 kg femminile | 100 kg    | 9ª         | 122 kg    | 8ª         | 222 kg | 7ª         |

### Taekwondo
| Atleta       | Evento         | Ottavi                 | Quarti               | Semifinali           | Ripescaggio          | Finale               | Pos.            |
| Atleta       | Evento         | Avversario Punteggio   | Avversario Punteggio | Avversario Punteggio | Avversario Punteggio | Avversario Punteggio | Pos.            |
| ------------ | -------------- | ---------------------- | -------------------- | -------------------- | -------------------- | -------------------- | --------------- |
| Kurt Barbosa | 58 kg maschile | Jang J. (KOR) P (6-26) | non qualificato      | non qualificato      | non qualificato      | non qualificato      | non qualificato |

### Tiro a segno
| Atleta        | Evento                       | Qualificazione | Qualificazione | Finale          | Finale          |
| Atleta        | Evento                       | Punteggio      | Classifica     | Punteggio       | Classifica      |
| ------------- | ---------------------------- | -------------- | -------------- | --------------- | --------------- |
| Jayson Valdez | Carabina 10 m aria compressa | 612,6          | 44º            | non qualificato | non qualificato |